# Switcher
Die Switcher SA war ein Schweizer Textilunternehmen mit Sitz in Mont-sur-Lausanne, das die Marken Switcher, Whale und Geelee vertrieb. Das Unternehmen legte hohen Wert auf soziale und ökologische Verantwortung bei Produktion und Vertrieb seiner Produkte. Das Lausanner Bezirksgericht eröffnete am 25. August 2016 den Konkurs über Switcher SA.
Im September 2017 feierte die Marke ihr Comeback. Zuerst unter dem Dach des Schweizer Unternehmen werk5 ag, die die Markenrechte in der Schweiz unter Lizenz übernahm und wenig später wieder mit einer eigenen, neuen Handelsgesellschaft Switcher Trading Sàrl respektive Switcher Trading GmbH mit Sitz in Elfingen.

## Geschichte
Das Unternehmen wurde 1981 als Mabrouc SA vom Student Robin Cornelius gegründet zwecks der Vermarktung der Marke Switcher und später zusätzlich der Marke Whale. Die erste Kollektion von Switcher umfasste zwei Produkte: Ein T-Shirt und ein Sweatshirt. 1986 wurde in Mont-sur-Lausanne ein Dauerlager aufgebaut. Ein Jahr später begann die langjährige Zusammenarbeit mit dem indischen Lieferanten «Prem Group». Ab Mitte der 90er-Jahre wuchs das Unternehmen im zweistelligen Bereich. 1985 wurde das Farbensystem eingeführt, das dem Konsumenten immer gleichbleibende Farben garantieren soll. 1999 gab es schweizweit bereits 100 Switcher-Stores und weitere 350 sogenannte Switcher-Corners in Warenhäusern und Sportgeschäften – 60 Millionen Franken setzte das Unternehmen damit um.
Am 25. März 2004 wurde von Switcher die Switcher Stiftung gegründet, die sich für nachhaltige Entwicklung einsetzt. Gleichzeitig begann das Unternehmen seine Kollektion auf Outdoorbekleidung und Softshelljacken auszuweiten. 2005 wurde Unternehmensgründer Cornelius von Ernst & Young zum «Unternehmer des Jahres» gekürt. Die Textilien wurden von Geschäftspartnern mit Produktionsstandorten in China, Indien und Portugal hergestellt und über ein Netz von rund 450 im Franchising vergebenen Verkaufsstellen vertrieben. Den Franchisenehmern garantierte Switcher eine vollständige Rücknahme von Retouren, ein weiterer Grund für die Verschuldung des Unternehmens. Insbesondere im Markt der Unternehmensbekleidung war Switcher stark.
Das Unternehmen beschäftigte rund 120 Mitarbeiter, der Rekord Umsatz aus dem Jahr 2006 betrug 84 Millionen Schweizer Franken. Jedoch fuhr das Unternehmen im gleichen Jahr mit 4 Mio. Franken gleichzeitig den größten Verlust in der Unternehmensgeschichte ein. Um das Unternehmen zu retten, holte Cornelius einen befreundeten schwedischen Investor in die Firma.
Da Cornelius trotz Aktienmehrheit die aufgrund der Vertragsbestimmung mit dem neuen Investor die Stimmenmehrheit verlor, kam es zum Zerwürfnis zwischen dem Investor und dem Firmengründer. Cornelius holte sich daraufhin im Juli 2010 Switcher mithilfe der indischen Textilgruppe Prem Group Company (PGC) zurück in seine Verantwortung. Der Firmengründer hielt zu diesem Zeitpunkt wieder 64,35 Prozent der Aktien, während die indischen Partner die Aktien der vorherigen Investoren übernahmen. Gleichzeitig wurde mit Patrick Headon, ehemaliger Europaleiter von Ebay, ein neuer Geschäftsführer geholt, wobei sich Cornelius in seiner Rolle als Verwaltungsratspräsident auch weiterhin am operativen Geschäft beteiligte. Unbemerkt von der Öffentlichkeit wurde 2013 bekannt, dass Cornelius inzwischen nur noch 14 Prozent an Switcher hielten und die restlichen 86 Prozent bei der Prem Group lagen.
Als die Prem Group sich jedoch im Geschäft verspekuliert hat, verkauften diese Switcher-Markenrechte weiter an einen Inder. Cornelius klagte gegen den Verkauf der Markenrechte und eröffnete gegen die neuen Markenbesitzer ein Betreibungsverfahren. All diese Ereignisse führten schlussendlich zum Konkurs über das Schweizer Unternehmen und am 26. Mai 2016 eröffnete das Kreisgericht Lausanne offiziell den Konkurs. In der Folge wurden keine Löhne mehr bezahlt und Ende Mai tauchte der Geschäftsführer ab.

### Neugründung nach Konkurs
Ein Jahr nach dem Konkurs nahm der Markenbesitzer mit Marc Joss auf, der als Marketingleiter von Switcher nach der Konkurseröffnung noch versucht hatte das Unternehmen zu retten und bereits sechs Monate später wurde die Produktion wieder aufgenommen. An der Herbstmesse 2017 in Solothurn wurde erstmals die neue Kollektion von Switcher präsentiert. Mit dem indischen Textilhersteller Sulochana aus Tirupur wurde 2019 ein neuer Produktionspartner und Investor gefunden.
In der Schweiz übernahm zunächst Joss neuer Arbeitgeber, das Berner Unternehmen Werk 5, die exklusiven Vertriebsrechte für die Marke vom Singapurer Unternehmen, das die Markenrechte hielt. Ab August 2018 firmierte Switcher in der Schweiz als Handelsfirma mit Sitz im Gemeindehaus von Elfingen, mit Joss als CEO. Definitiv übernommen hat die neue GmbH das Geschäft 2020. Während der Corona-Krise stellte die Firma Stoffmasken her.
Im Jahr 2023 wurde der Hauptsitz von Elfingen nach Frick AG verlegt, und das externe Warenlager wurde von Satigny (GE) ebenfalls nach Frick AG verlegt.

## Wahrnehmung der sozialen Verantwortung
Ab 1991 wurden verschiedene Maßnahmen ergriffen, welche die soziale Verantwortung des Unternehmens in den Mittelpunkt rückten. So versuchte man nach eigenen Angaben beeindruckt vom Umweltgipfel in Rio de Janeiro 1992, «das globale Konzept aus diesem Treffen in lokale Aktionen zu übertragen», so wurde in der Folge die ganze Unternehmenspolitik überarbeitet. 1998 trat ein Verhaltenskodex für die Zulieferer von Switcher in Kraft, die durch regelmäßige Audits überprüft wurden. Im gleichen Jahr nahm Switcher am Pilotprojekt Clean Clothes Campaign teil. 2003 wurde schließlich ein erster CSR-Bericht aus dem Jahr 2002 veröffentlicht sowie ein Personalrat geschaffen. Im Jahr 2004 wurde die Switcher Stiftung gegründet, die sich mit Projekten in Afrika, China und speziell in Indien für eine nachhaltige Entwicklung einsetzt. 2005 wurde die Seite respect-code.org erstellt, bei der man den Weg jedes einzelnen Produktes anhand einer „DNA“ zurückverfolgen kann. Im Jahr 2006 wurde die Kollektion von Switcher zum 25-jährigen Jubiläum der Firma in fünf Grundwelten neu organisiert. 2007 wurde Switcher als erste Schweizer Textilproduktionsfirma Mitglied bei der Fair Wear Foundation.
Die Nichtregierungsorganisation Erklärung von Bern verglich 2010 mittels Umfragen und Internetrecherchen bei 77 Modelabels die Standards der Arbeitsbedingungen in Produktionsländern. Switcher wurde dabei als eines von vier Schweizer Unternehmen in die beste Kategorie Fortgeschrittene von fünf Kategorien eingestuft.
Auch nach Wiederbelebung der Marke bleibt Switcher dem gemäß eigenen Angaben dem Firmenmotto «made with respekt» treu. Die Textilien von Switcher werden aus Bio-Baumwolle produziert und sind mit dem Fairtrade-Label zertifiziert, auch sonst weist das Unternehmen in seinem Katalog diverse Labels aus. Gemäß eigenen Angaben verwendet der indische Produzent für die Produktion der Kleider Garne aus recycelten PET-Flaschen und setzt auf erneuerbare Energien. Zusammen mit dem Verein «Workfair 50+» bietet das Unternehmen in der Schweiz zudem ausgesteuerten Menschen über 50 einen Arbeitsplatz.

## Kollektion
Im Jahr 2006 wurden zum 25-jährigen Jubiläum der Firma die Kollektion in fünf nach Anwendungszweck aufgeteilte Welten reorganisiert: Basic, Sport, Outdoor, Fashion und Junior. Neben einer ständigen Grundkollektion, die 60 Modelle für Erwachsene, 20 für Kinder sowie ungefähr 10 Zubehörs umfasst, gibt es bei Switcher monatliche Trendkollektionen. Zu diesen normalen Kollektionen kamen noch Spezialkollektionen wie WWF, Max Havelaar oder die offizielle Swiss Olympics Collection und neu Geelee. Bei den Farben gab es eine Palette von 20 Farben sowie 15 halbjährlich wechselnde Trendfarben, das Switcher Colour System. Da die Produkte von Switcher meist ohne Motive sind, werden sie oft benützt für individuelle Bedruckung/Bestickung durch Firmen und Vereine, dies wird auch durch Switcher selbst vermarktet.
Heute führt Switcher neben der Basiskolletion weiterhin Produkte der Gelee- und Whalekollektion. Neu hinzugekommen ist die als Viroarmour benannte Linie von Hygieneprodukten. Im Lager in Penthalaz lagern über 600'000 Kleidungsstücke von 41 NOS-Modellen.

## Auszeichnungen
- 2002: Corporate Conscience Award des Council on Economic Priorities[19]